# Cylisticus silvestris
Cylisticus silvestris är en kräftdjursart som beskrevs av Borutzkii 1957. Cylisticus silvestris ingår i släktet Cylisticus och familjen Cylisticidae. Inga underarter finns listade i Catalogue of Life.